# Rivière du Curé
Pour les articles homonymes, voir Curé (homonymie).
La rivière du Curé est un affluent de la rive nord-ouest du fleuve Saint-Laurent. Elle coule dans la municipalité de Saint-Augustin-de-Desmaures,  l'agglomération de Québec, la région administrative de la Capitale-Nationale, dans la province de Québec, au Canada.
La vallée de la rivière du Curé est surtout desservie par le chemin du Roy et le chemin Tessier, notamment pour les besoins des résidents de la zone urbaine de Saint-Augustin-de-Desmaures.
La surface de la rivière du Curé (sauf les zones de rapides) est généralement gelée de début décembre à fin mars. Une circulation sécurisée sur la glace se fait généralement de fin décembre à début mars. Le niveau de l'eau de la rivière varie selon les saisons et les précipitations. La crue printanière survient en mars ou avril.

## Géographie
La rivière du Curé prend sa source à la confluence de deux ruisseaux urbains, du côté ouest du hameau Le Faubourg-L'Erpinière dans Saint-Augustin-de-Desmaures. Cette source est située à 1,0 km au sud-est de la route 138, à 2,1 km au nord-est du centre du village de Saint-Augustin-de-Desmaures, à 0,85 km au nord-ouest du fleuve Saint-Laurent, à 1,2 km au nord de l'embouchure de la rivière du Curé.
À partir de sa source, la rivière du Curé coule sur une distance de 1,7 km, avec une dénivellation de 73 m, en formant une courbe vers l'ouest en se rapprochant du village de Saint-Augustin-de-Desmaures, en longeant la limite nord-est du Parc des Hauts-Fonds et en descendant une falaise de 40 m.
La rivière du Curé se déverse dans l'Anse à Gagnon sur la rive nord-ouest du fleuve Saint-Laurent. Cette confluence est située à 11,4 km au sud-ouest du pont Pierre-Laporte, à 1,9 km à l'est du centre de Saint-Augustin-de-Desmaures.

## Toponymie
Le toponyme rivière du Curé a été officialisé le 9 mars 1988 à la Commission de toponymie du Québec.